# Brigada 6 Artilerie (1916-1918)
Brigada 6 Artilerie a fost o mare unitate de artilerie, de nivel tactic, care s-a constituit la 14/27 august 1916, prin mobilizarea unităților și subunităților existente la pace. Din compunerea brigăzii făceau parte Regimentul 11 Artilerie și Regimentul 16 Artilerie. Brigada a făcut parte din organica Divizia 6 Infanterie, fiind dislocată la pace în garnizoana Focșani. :p. 83 
La intrarea în război, Brigada 6 Artilerie a fost comandată de colonelul Dumitru Rujinschi. Brigada 6 Artilerie a participat la acțiunile militare pe frontul român, pe toată perioada războiului, între 14/27 august 1916 - 28 ocotmbrie/11 noiembrie 1918.

## Participarea la operații

### Campania anului 1917
În campania din anul 1917 Brigada 6 Artilerie a participat la acțiunile militare în dispozitivul de luptă al Diviziei 6 Infanterie, participând la Bătălia de la Mărăști. În această campanie, brigada a fost comandată de colonelul Dumitru Cardaș.

## Comandanți
- Colonel Dumitru Rujinschi
- Colonel Dumitru Cardaș